# برنبرگ
برنبرگ (به آلمانی: Brennberg) یک شهر در آلمان است که در بایرن واقع شده‌است.

## خصوصیات
برنبرگ ۳۰٫۷۷ کیلومترمربع مساحت دارد ۶۱۱ متر بالاتر از سطح دریا واقع شده‌است.